# صلاح‌الدین صفدی
صلاح‌الدین صَفدی (۱۲۹۶-۱۳۶۳) ادیب، شاعر و تاریخ‌نگار برجستهٔ فلسطینی در سدهٔ هشتم قمری بود.

## زندگی
نسب کاملش «صلاح‌الدین ابوالصفاء خلیل بن أیبک بن عبدالله سیفی صفدی» ذکر شده و زادهٔ صفد، فلسطین در ۱۲۹۶/ ۶۹۶ق بود. صفدی ادبیات، نحو، حدیث، فقه آموخت. سپس به مناصبی کتابت در صفد، حلب، دمشق و قاهره رسید. کاتبِ سِر (رازنویس) در الرحبه شد، به هنگام پیری وکیل بیت المال در دمشق گشت. صفدی در ۲۳ ژوئن ۱۲۵۳/ ۱۰ شوال ۷۶۳ در سالی که وبا، طاعون در سرزمین شام وعرب گسترش یافت، درگذشت.